# Église Saint-Pierre de Cercy-la-Tour
Pour les articles homonymes, voir Église Saint-Pierre.
L'église Saint-Pierre est une église catholique située sur la commune de Cercy-la-Tour dans le département français de la Nièvre, en France.

## Localisation
L'église paroissiale Saint-Pierre est située à Cercy-la-Tour, paroisse du même nom et dans le groupement de paroisses du Sud-Nivernais au diocèse de Nevers.

## Historique

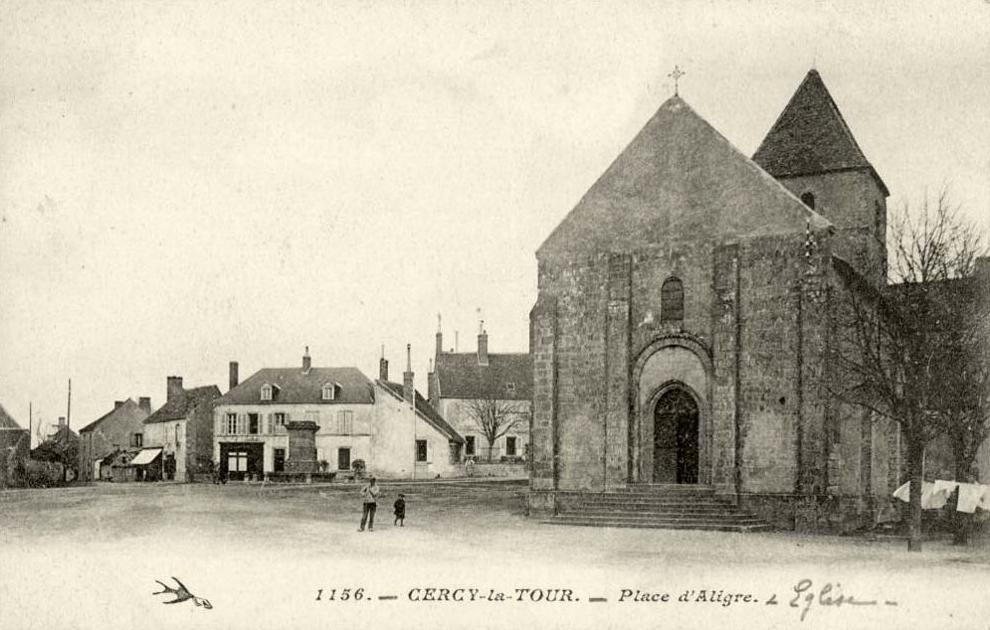
L'église Saint-Pierre et la place d'Aligre, au début du XXe siècle.

La date de sa construction n'est pas connue. C'est une des plus anciennes du département de la Nièvre et l'on pense pouvoir dire qu'elle remonte à la fin du XIe siècle, début du XIIe siècle.
En 1582, elle fut dévastée et incendiée par les protestants pendant les guerres de Religion. À la Révolution, elle est utilisée comme salle de réunion, puis comme magasin de fourrage. Des travaux y furent effectués à plusieurs reprises au cours du XIXe siècle et l'extérieur a été restauré récemment.
L'édifice est inscrit au titre des monuments historiques en 1987.

## Architecture
De style roman, à plan cruciforme, elle comporte une nef unique, un transept et une abside en cul-de-four flanquée de deux absidioles. Ses murs épais ne laissent pas pénétrer les bruits extérieurs. Possédant peu de baies vitrées, elle est plongée dans la pénombre. La porte principale romane s'ouvrait sous une archivolte en plein cintre ornée de billettes, mais des modifications y ont été apportées à l'époque gothique, avec ajout d'un arc brisé au XVIe siècle.
L'autel de la chapelle Saint-Pierre est l'ancien maître-autel de l'abside du XIXe siècle.
Le clocher carré est trapu et comporte des baies géminées. Il possède trois cloches datées du XIXe siècle : la plus petite pèse 245 kg et se prénomme Marie Désirée ; la moyenne pèse 441 kg et porte le prénom de Berthe tandis que la plus grosse, de 874 kg, répond au prénom de Louise.

## Mobilier
- Statue en bois polychrome du XVIIIe siècle de saint Hilaire.
- Confessionnal en bois, datant du XIXe siècle, sur le côté droit de l'église en entrant.